# Ралстон, Кен
Кен Ралстон (англ. Ken Ralston; род. 1954) — американский постановщик специальных и визуальных эффектов, известный по работе над первой трилогией «Звёздных войн» режиссёра Джорджа Лукаса, а также работе над фильмами Роберта Земекиса: «Кто подставил кролика Роджера», трилогии «Назад в будущее» и других.
Ралстон является обладателем пяти премий «Оскар» и пяти премий BAFTA.

## Фильмография(Спецэффекты)
- 1977 — Звёздные войны. Эпизод IV: Новая надежда
- 1980 — Звёздные войны. Эпизод V: Империя наносит ответный удар
- 1981 — Убийца дракона
- 1982 — Звёздный путь 2: Гнев Хана
- 1983 — Звёздные войны. Эпизод VI: Возвращение джедая
- 1984 — Звёздный путь 3: В поисках Спока
- 1985 — Кокон
- 1985 — Назад в будущее
- 1986 — Звёздный путь 4: Путешествие домой
- 1986 — Золотой ребёнок
- 1988 — Кто подставил кролика Роджера
- 1989 — Назад в будущее 2
- 1990 — Сны
- 1990 — Назад в будущее 3
- 1991 — Ракетчик
- 1992 — Смерть ей к лицу
- 1994 — Форрест Гамп
- 1994 — Маска
- 1995 — Американский президент
- 1995 — Джуманджи
- 1996 — Феномен
- 1996 — Майкл
- 1997 — Контакт
- 1998 — Целитель Адамс
- 2000 — Изгой
- 2001 — Любимцы Америки
- 2002 — Люди в чёрном 2
- 2004 — Забытое
- 2004 — Полярный экспресс
- 2007 — Беовульф
- 2010 — Алиса в Стране чудес
- 2012 — Люди в черном 3
- 2016 — Алиса в Зазеркалье

## Награды и номинации
| Категория                                                            | Год     | Фильм                                           | Итог      |
| «Оскар»                                                              | «Оскар» | «Оскар»                                         | «Оскар»   |
| -------------------------------------------------------------------- | ------- | ----------------------------------------------- | --------- |
| Лучшие визуальные эффекты                                            | 1982    | • Убийца дракона                                | Номинация |
| Премия за особые достижения (за визуальные эффекты)                  | 1984    | • Звёздные войны. Эпизод VI: Возвращение джедая | Награда   |
| Лучшие визуальные эффекты                                            | 1986    | • Кокон                                         | Награда   |
| Лучшие визуальные эффекты                                            | 1989    | • Кто подставил кролика Роджера                 | Награда   |
| Лучшие визуальные эффекты                                            | 1990    | • Назад в будущее 2                             | Номинация |
| Лучшие визуальные эффекты                                            | 1993    | • Смерть ей к лицу                              | Награда   |
| Лучшие визуальные эффекты                                            | 1995    | • Форрест Гамп                                  | Награда   |
| Лучшие визуальные эффекты                                            | 2011    | • Алиса в Стране чудес                          | Номинация |
| BAFTA                                                                |         |                                                 |           |
| Лучшие спецэффекты                                                   | 1984    | • Звёздные войны. Эпизод VI: Возвращение джедая | Награда   |
| Лучшие спецэффекты                                                   | 1986    | • Назад в будущее                               | Номинация |
| Лучшие спецэффекты                                                   | 1989    | • Кто подставил кролика Роджера                 | Награда   |
| Лучшие спецэффекты                                                   | 1990    | • Назад в будущее 2                             | Награда   |
| Лучшие спецэффекты                                                   | 1993    | • Смерть ей к лицу                              | Награда   |
| Лучшие спецэффекты                                                   | 1995    | • Форрест Гамп                                  | Награда   |
| Лучшие спецэффекты                                                   | 2011    | • Алиса в Стране чудес                          | Номинация |
| «Сатурн»                                                             |         |                                                 |           |
| Лучшие спецэффекты                                                   | 1984    | • Звёздные войны. Эпизод VI: Возвращение джедая | Награда   |
| Лучшие спецэффекты                                                   | 1987    | • Звёздный путь 4: Путешествие домой            | Номинация |
| Лучшие спецэффекты                                                   | 1990    | • Кто подставил кролика Роджера                 | Награда   |
| Лучшие спецэффекты                                                   | 1991    | • Назад в будущее 2                             | Награда   |
| Лучшие спецэффекты                                                   | 1992    | • Ракетчик                                      | Номинация |
| Лучшие спецэффекты                                                   | 1993    | • Смерть ей к лицу                              | Награда   |
| Лучшие спецэффекты                                                   | 1995    | • Форрест Гамп                                  | Номинация |
| Лучшие спецэффекты                                                   | 1998    | • Контакт                                       | Номинация |
| Лучшие спецэффекты                                                   | 2011    | • Алиса в Стране чудес                          | Номинация |
| Премия «Спутник»                                                     |         |                                                 |           |
| Лучшие визуальные эффекты                                            | 1998    | • Контакт                                       | Награда   |
| Лучшие визуальные эффекты                                            | 2010    | • Алиса в Стране чудес                          | Награда   |
| Международный кинофестиваль в Каталонии                              |         |                                                 |           |
| Лучшие спецэффекты                                                   | 1994    | • Маска                                         | Награда   |
| Visual Effects Society Awards                                        |         |                                                 |           |
| Outstanding Visual Effects in a Visual Effects Driven Motion Picture | 2011    | • Алиса в Стране чудес                          | Номинация |